# Jürgen Kolbe
Jürgen Kolbe (* 19. August 1940 in Dessau; † 15. Mai 2008 in München) war ein deutscher Germanist, Schriftsteller und Kommunalpolitiker. Zwischen 1976 und 1988 wirkte er als Kulturreferent der Stadt München.
Er war auch Mitglied des Gesamtfreundeskreises der Evangelischen Akademie Tutzing und mehrere Jahre – unter anderem 2002 wiedergewählt – dessen Vorsitzender.

## Leben

### Herkunft, Ausbildung und Privatleben
Kolbe wuchs in Essen auf und legte 1960 an einem dortigen Gymnasium sein Abitur ab. Anschließend studierte er Literaturwissenschaft, Kunstgeschichte und Philosophie an der Philipps-Universität Marburg sowie der Ludwig-Maximilians-Universität München. 1967 wurde er mit der Dissertation Goethes „Wahlverwandtschaften“ und der Roman des 19. Jahrhunderts promoviert.
Bereits Anfang der 1980er Jahre hatte Kolbe einen Schlaganfall erlitten und sich im Rahmen der medizinischen Rehabilitation für einige Wochen aus der Öffentlichkeit zurückgezogen. Er starb 2008 im Alter von 67 Jahren an einem Herzleiden.

### Literarische Laufbahn
Ab 1968 arbeitete Jürgen Kolbe acht Jahre lang als Lektor für den in München ansässigen Carl Hanser Verlag. In dieser Funktion zeichnete er unter anderem für die Veröffentlichung von Walter Kempowskis erstem Buch verantwortlich. Zudem entwickelte er zusammen mit Michael Krüger die bekannte „Reihe Hanser“, die Themen aus Literatur, Politik, Film und Medien reflektierte.
1973 gründete er in München gemeinsam mit Martin Gregor-Dellin, Paul Wühr, Michael Krüger, Fritz Arnold, Inge Poppe-Wühr, Christoph Buggert, Günter Herburger, Tankred Dorst und Peter Laemmle die erste genossenschaftlich organisierte Autorenbuchhandlung. Außerdem verfasste er mit Aleksandar Petrović das Drehbuch zum 1977 erschienenen Film Gruppenbild mit Dame, der auf dem gleichnamigen Roman von Heinrich Böll basiert. Darüber hinaus tat er sich als Literaturjournalist für verschiedene Zeitungen – unter anderem für Die Zeit – sowie Fernseh- und Hörfunkprogramme hervor.
Am 12. Dezember 1993 nahm Kolbe, der ein profunder Kenner der Werke Fontanes und Thomas Manns war, in Salzburg als Gastkritiker an der 28. Folge des Literarischen Quartetts teil.

### Wirken als Kulturpolitiker
Kolbe war parteilos und ein vergleichsweise unbekannter Kulturschaffender, genoss jedoch das Vertrauen des Münchner Oberbürgermeisters Georg Kronawitter (SPD). Dennoch war es eine überraschende Personalentscheidung, als er 1976 zum Stadtrat für kulturelle Angelegenheiten („Kulturreferent“) gewählt wurde. Er hatte dieses Amt bis 1988 inne.
In seiner neuen Funktion versuchte Kolbe, die großstädtische Kulturpolitik neu zu definieren. Ihm lag viel daran, die Kultur zu den Menschen zu tragen und oftmals starre Traditionen zu durchbrechen. So organisierte er beispielsweise Freiluftkonzerte in der Innenstadt und genehmigte 1976 den Aufbau von Joseph Beuys’ Installation zeige deine Wunde im Kunstforum – einer als Ausstellungsfläche genutzten Fußgängerunterführung der Maximilianstraße. 1979 verpflichtete er Sergiu Celibidache als künstlerischen Leiter der Münchner Philharmoniker und kurz vor seinem Ausscheiden aus dem öffentlichen Dienst unterstützte Kolbe im Jahr 1988 noch Hans Werner Henze bei der Gründung der Münchener Biennale.

## Publikationen (Auswahl)
- J. Kolbe: Goethes „Wahlverwandtschaften“ und der Roman des 19. Jahrhunderts. Dissertation. (= Studien zur Poetik und Geschichte der Literatur. Band 7). Kohlhammer Verlag, Stuttgart 1968.
- J. Kolbe: Ansichten einer künftigen Germanistik. (= Reihe Hanser. Band 29). Carl Hanser Verlag, München 1969, ISBN 3-446-11160-3.
- J. Kolbe, S. Gerndt (Hrsg.): Theodor Fontane. Aufsätze, Kritiken, Erinnerungen – Band 1. (= Theodor Fontane – Sämtliche Werke, Abteilung. III). Carl Hanser Verlag, München 1969.
- J. Kolbe, S. Gerndt (Hrsg.): Theodor Fontane. Aufsätze, Kritiken, Erinnerungen – Band 2. (= Theodor Fontane – Sämtliche Werke. Abteilung. III). Carl Hanser Verlag, München 1969.
- J. Kolbe (Hrsg.): Theodor Fontane – Aufsätze und Aufzeichnungen – Politische Korrespondenzen, Aufsätze und Berichte aus England. (= Werke und Schriften. Band 27). Ullstein Verlag, Frankfurt am Main 1979, ISBN 3-548-04534-0.
- J. Kolbe (Hrsg.): Theodor Fontane – Aufsätze und Aufzeichnungen – Aufsätze zur Literatur. (= Werke und Schriften. Band 28). Ullstein Verlag, Frankfurt am Main 1979, ISBN 3-548-04535-9.
- J. Kolbe (Hrsg.): Theodor Fontane – Aufsätze und Aufzeichnungen – Christian Friedrich Scherenberg. (= Werke und Schriften. Band 29). Ullstein Verlag, Frankfurt am Main 1979, ISBN 3-548-04536-7.
- J. Kolbe: Heller Zauber. Thomas Mann in München 1894–1933. (= Erkundungen. Band 6). Siedler Verlag, Berlin 1987, ISBN 3-88680-281-7.
- J. Kolbe (Hrsg.): Wagners Welten. Ausstellungskatalog zu einer Schau im Münchner Stadtmuseum (17. Oktober 2003–25. Januar 2004). Edition Minerva, Wolfratshausen 2003, ISBN 3-932353-81-1.